# Bằng Ma Vương
Bằng Ma Vương (phồn thể: 鹏魔王; giản thể: 鹏魔王), là một nhân vật phản diện xuất hiện trong Tây du ký. Có bản thể là chim bằng. Xét về vị trí trong Thất Đại Thánh thì Hắn đứng thứ ba và Tôn Ngộ Không gọi là Tam Ca.
Bằng Ma Vương mặc dù là một Ma Vương nhưng vẫn mang trong mình huyết mạch Phượng Hoàng lợi hại không kém. Nếu để so với tốc độ bay thì Bằng Ma Vương bay nhanh hơn so với cân đẩu vân của Tôn Ngộ Không.
Hắn tự nhận mình là Hỗn Thiên Đại Thánh khi kết nghĩa cùng sáu Ma Vương khác tại Hoa Quả Sơn.